# Sự cố bắn máy bay A300 của DHL năm 2003
Vào ngày 22 tháng 11 năm 2003, ngay sau khi cất cánh từ Baghdad, Iraq, một chiếc máy bay chở hàng Airbus A300B2-200F, số đăng ký OO-DLL và thuộc sở hữu của European Air Transport (hoạt động kinh doanh với tên DHL Express), đã bị một quả tên lửa Strella 3 bắn vào cánh trái trong khi đang trên chuyến bay theo lịch trình tới Muharraq, Bahrain. Cánh bị hư hại nghiêm trọng dẫn đến cháy và mất hoàn toàn hệ thống điều khiển bay thủy lực. Vì thùng nhiên liệu 1A phía ngoài cánh trái đã đầy khi cất cánh nên không xảy ra vụ nổ hơi nhiên liệu-không khí. Nhiên liệu phản lực lỏng rơi ra khi 1A tan rã. Bình nhiên liệu bên trong 1 bị thủng và rò rỉ.
Quay trở lại Baghdad, phi hành đoàn ba người đã hạ cánh an toàn cho chiếc A300 bị hư hỏng nghiêm trọng, sử dụng lực đẩy động cơ vi sai làm đầu vào duy nhất của phi công. Điều này xảy ra mặc dù một cánh bị hư hại nặng, mất hoàn toàn khả năng kiểm soát thủy lực, tốc độ hạ cánh nhanh hơn mức an toàn và đường tiếp đất lệch khỏi bề mặt đường băng.
Phóng viên Claudine Vernier-Palliez của tờ Paris Match đã tháp tùng một đơn vị Fedayeen trong nhiệm vụ tấn công máy bay DHL.
Sara Daniel, một nhà báo của tạp chí tin tức hàng tuần của Pháp, tuyên bố đã nhận được, từ một nguồn không xác định, một đoạn video cho thấy quân nổi dậy Iraq (thuộc IAI), che mặt, bắn một tên lửa vào chiếc A300 của DHL. Daniel đang nghiên cứu một đặc điểm về các nhóm kháng chiến ở Iraq, nhưng cô ấy phủ nhận mọi thông tin cụ thể về những người thực hiện vụ tấn công, mặc dù có mặt tại thời điểm xảy ra vụ tấn công.

## Máy bay

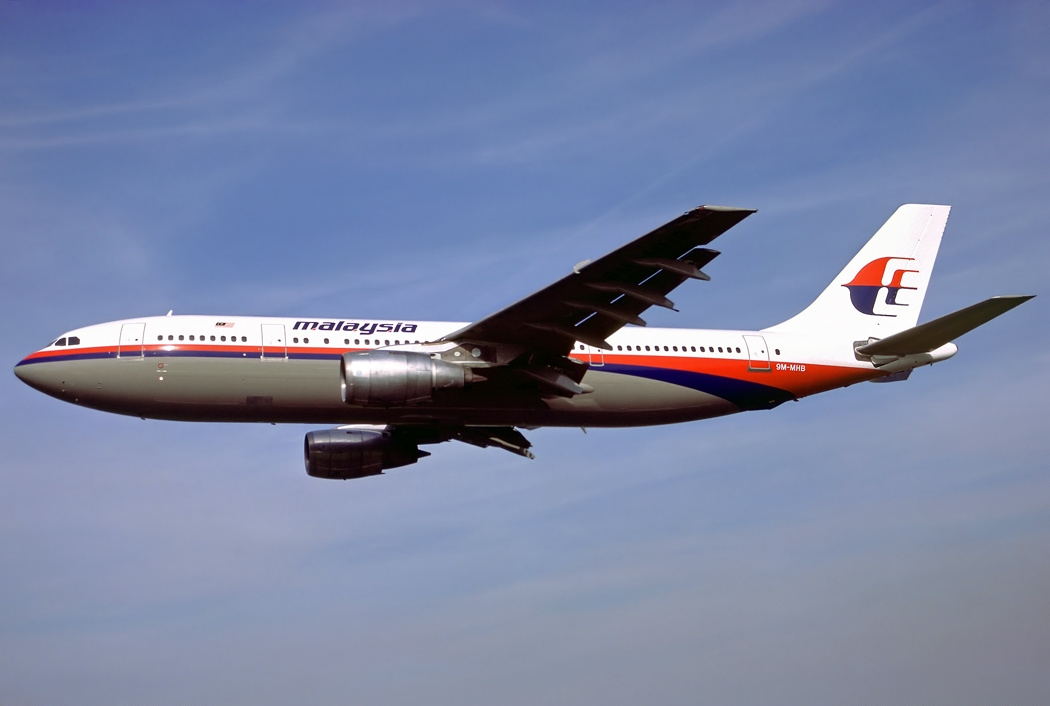
Chiếc máy bay liên quan, khi còn phục vụ với hãng hàng không đầu tiên của nó, Malaysia Airlines

Chiếc máy bay liên quan là một chiếc Airbus A300B4-203F. Nó bay lần đầu với Malaysia Airlines với tư cách là máy bay chở khách đăng ký 9M-MHB vào ngày 28 tháng 12 năm 1979 trước khi có một thời gian với Carnival Air Lines đăng ký N225KW vào ngày 30 tháng 6 năm 1995. Máy bay được chuyển đổi thành cấu hình chở hàng vào ngày 12 tháng 3 năm 1999 và được giao cho European Air Transport vào ngày 22 tháng 9 năm 2000.

## Phi hành đoàn
Chiếc máy bay cất cánh từ Sân bay quốc tế Baghdad tđến Sân bay quốc tế Bahrain lúc 06:30 UTC với phi hành đoàn giàu kinh nghiệm gồm hai người Bỉ, Cơ trưởng Éric Gennotte, 38 tuổi và cơ phó 29 tuổi, Steeve Michielsen, và một người Scotland, kỹ sư bay 54 tuổi Mario Rofail. Cơ trưởng đã có tổng cộng 3.300 giờ bay, hơn một nửa trong số đó là trên A300, cơ phó có 1.275 giờ kinh nghiệm bay và kỹ sư bay có 13.400 giờ kinh nghiệm bay.

## Những phút sau khi bị tấn công
Để giảm khả năng tiếp xúc với cuộc tấn công mặt đất, máy bay đang thực hiện một động tác leo dốc nhanh chóng. Ở độ cao khoảng 8.000 ft (2.400 m), một tên lửa đất đối không 9K34 Strella-3 (SA-14 Gremlin) đã tấn công vào phía sau cánh trái giữa động cơ và đầu cánh. Đầu đạn đã làm hỏng các bề mặt mép sau của cấu trúc cánh và gây ra hỏa hoạn. Cả ba hệ thống thủy lực đều bị mất áp suất và hệ thống điều khiển chuyến bay bị vô hiệu hóa. Máy bay lên xuống nhanh chóng theo kiểu tàu lượn siêu tốc, dao động giữa tư thế hướng mũi lên và hướng mũi xuống.
Như trong trường hợp thảm họa Chuyến bay 232 của United Airlines năm 1989 ở Hoa Kỳ, Cơ trưởng Genotte chỉ có thể sử dụng lực đẩy để thay đổi cao độ, tốc độ và độ cao cũng như thay đổi các van tiết lưu không đối xứng để điều khiển hướng và quay đầu máy bay. Kỹ sư bay Mario Rofail đã thực hiện động tác giảm trọng lực để mở rộng bộ phận hạ cánh, một quy trình thường được thực hiện bằng năng lượng thủy lực. Việc triển khai thiết bị sớm là rất quan trọng để đạt được kết quả an toàn vì lực cản tăng lên giúp giảm tốc độ và ổn định máy bay.
Trong khoảng 10 phút thử nghiệm, phi hành đoàn đã học cách xoay sở, leo trèo và xuống dốc. Sau một quỹ đạo quanh co, họ rẽ phải và bắt đầu một con đường đi xuống tới Sân bay Quốc tế Baghdad.

## Tiếp cận lần cuối cùng và hạ cánh khẩn cấp
Vì cánh trái bị hỏng và hao nhiên liệu, Rofail phải theo dõi động cơ chặt chẽ; nếu dòng nhiên liệu bị mất từ bên trái, anh ta sẽ phải nạp nhiên liệu từ thùng bên phải để duy trì lực đẩy. Sự sống còn phụ thuộc vào việc kiểm soát công suất chính xác của từng động cơ phản lực.
Genotte và Michielsen chuẩn bị cho lần tiếp cận cuối cùng tới đường băng 33R. Máy bay dạt sang bên phải đường bay đã định nên Genotte chọn đường băng 33L ngắn hơn. Tầm nhìn tuyệt vời và các phi công đã quản lý để hạ độ cao có kiểm soát. Ngược lại, họ biết rằng họ không thể giảm ga trước khi hạ cánh mà không có nguy cơ mũi hoặc cánh đập xuống đất.
Ở độ cao khoảng 400 ft (120 m) so với mặt đất, nhiễu động làm mất thăng bằng máy bay và cánh phải hạ xuống. Với các điều chỉnh lực đẩy, cuộn đã được kiểm soát, nhưng máy bay đã lao xuống khỏi đường tâm của đường băng. Rofail ngay lập tức triển khai toàn bộ lực đẩy ngược lại, nhưng chiếc máy bay đã chệch hướng khỏi đường băng trải nhựa. Máy bay chạy qua mặt đất mềm, gồ ghề, ném lên một đám cát và kéo theo hàng rào dây thép gai, rồi dừng lại sau khoảng 3.300 ft (1.000 m).

## Giải thưởng và hậu quả
Công ty Phi công Hàng không Danh dự đã cùng nhau vinh danh cả ba thành viên phi hành đoàn bằng Giải thưởng Tưởng niệm Hugh Gordon-Burge. Giải thưởng này được trao cho tổ bay có hành động đóng góp xuất sắc bằng cách cứu máy bay hoặc hành khách của họ, hoặc có đóng góp đáng kể cho an toàn hàng không trong tương lai. Giải thưởng hàng năm chỉ được thực hiện nếu một đề cử được coi là có giá trị đáng kể.
Giải thưởng Chuyên nghiệp FSF của Tổ chức An toàn Chuyến bay về An toàn Chuyến bay đã được trao cho các thành viên phi hành đoàn vì "kỹ năng phi công phi thường trong việc điều khiển máy bay của họ hạ cánh an toàn sau một cuộc tấn công bằng tên lửa sau khi cất cánh từ Baghdad, Iraq".
Vào tháng 5 năm 2006, Cơ trưởng Éric Genotte, cùng với Armand Jacob, một phi công thử nghiệm thử nghiệm của Airbus, đã thuyết trình trước chi nhánh Toulouse của Hiệp hội Hàng không Hoàng gia với tiêu đề "Hạ cánh thành công một chiếc A300 mà không cần điều khiển chuyến bay".
Ngoài hư hỏng nghiêm trọng ở cánh và gầm, cả hai động cơ phản lực đều bị hỏng nghiêm trọng do ăn phải các mảnh vỡ. Vào tháng 11 năm 2004, chiếc máy bay đã được sửa chữa và đăng ký lại với tên N1452, sau đó được rao bán nhưng vẫn chưa bán được. Chiếc máy bay cũ kỹ đã không bay trở lại và kể từ đó đã bị loại bỏ.

## Trên phương tiện truyền thông
Vụ việc đã được giới thiệu trong "Attack over Baghdad", một tập ba phần (2005) của bộ phim truyền hình Canada Mayday (có tên là Khẩn cấp hàng không và Thảm họa hàng không ở Hoa Kỳ và Điều tra tai nạn hàng không ở Anh và các nơi khác trên thế giới).